# Joanna Wołoszyk
Joanna Kozłowska, (ur. 19 stycznia 1995 w Sztumie) – polska piłkarka ręczna, lewa rozgrywająca, zawodniczka tureckiego Kastamonu B. Genclik SK. Mistrzyni Polski i reprezentantka Polski, uczestniczka mistrzostw świata i Europy.

## Kariera sportowa
Wychowanka Bellatora Ryjewo. Następnie zawodniczka GTPR-u Gdynia, włączona do pierwszej drużyny w 2012. W sezonie 2016/2017, w którym rzuciła 101 goli w 32 meczach, zdobyła z gdyńskim klubem mistrzostwo Polski. Z GTPR-em wywalczyła ponadto trzy Puchary Polski (2014, 2015, 2016). W barwach drużyny z Gdyni grała również w europejskich pucharach gdzie w sezonie 2017/2018 w rozgrywkach Ligi Mistrzyń rzuciła 13 bramek w pięciu meczach, w Pucharze EHF rzuciła 20 bramek w sześciu meczach. W latach 2014/2015 i 2015/2016 w Pucharze Zdobywców Pucharów zdobyła sześć bramek. W sezonie 2018/2019 reprezentowała barwy SPR Pogoni Szczecin zdobywając srebrny medal w europejskich rozgrywkach EHF Challange Cup oraz Pucharze Polski. W 2019 roku związała się z tureckim Kastamonu B. Genclik SK zdobywając Superpuchar Turcji oraz osiągając 1/4 finału Pucharu EHF.
| Sezon   | Klub                     | Klub         | Liga    | Liga    | Europa  | Europa  | Suma  | Suma   |
| Sezon   | Klub                     | Klub         | Mecze   | Bramki  | Mecze   | Bramki  | Mecze | Bramki |
| ------- | ------------------------ | ------------ | ------- | ------- | ------- | ------- | ----- | ------ |
| 2014/15 | Vistal Gdynia            | Liga Polska  | 29      | 79      | 2       | 3       | 31    | 82     |
| 2015/16 | Vistal Gdynia            | Liga Polska  | 33      | 65      | 2       | 3       | 35    | 68     |
| 2016/17 | Vistal Gdynia            | Liga Polska  | 32      | 101     | 2       | 3       | 34    | 104    |
| 2017/18 | Vistal Gdynia            | Liga Polska  | 27      | 101     | 11      | 33      | 38    | 134    |
| 2018/19 | Pogoń Szczecin           | Liga Polska  | 28      | 71      | 8       | 18      | 36    | 89     |
| 2019/20 | Kastamonu B. Gencilik SK | Liga Turecka | 2       | 5       | 2       | 3       | 4     | 8      |
| Ogólnie | Ogólnie                  | Ogólnie      | Ogólnie | Ogólnie | Ogólnie | Ogólnie | 178   | 485    |

W 2011 wystąpiła w mistrzostwach Europy U-17 w Czechach. W 2012 wzięła udział w mistrzostwach świata U-20 w Czechach, w których zdobyła 18 goli.
W reprezentacji Polski seniorek zadebiutowała 25 listopada 2016 w meczu towarzyskim z Japonią (32:17). W grudniu 2016 uczestniczyła w mistrzostwach Europy w Szwecji, w których rzuciła dwie bramki w trzech spotkaniach. W 2017 znalazła się w kadrze na mistrzostwa świata w Niemczech – wystąpiła w pierwszych trzech meczach turnieju, następnie została zmieniona przez Monikę Michałów, by na dwa ostatnie spotkania wrócić do meczowej szesnastki w miejsce kontuzjowanej Darii Zawistowskiej. Reprezentowała Polskę na mistrzostwach Europy w 2018 i 2020.

## Sukcesy
GTPR Gdynia
- Mistrzostwo Polski:  1 miejsce: 2016/17
- Puchar Polski:  1 miejsce: 2013/14, 2014/15, 2015/16
- Mistrzostwo Polski:  2 miejsce: 2014/15
- Mistrzostwo Polski:  3 miejsce: 2013/14, 2015/16

SPR Pogoń Szczecin
- EHF Challenge Cup:  2 miejsce: 2018/19
- Puchar Polski:  2 miejsce: 2018/19

Kastamonu Belediyesi Genclik SK
- Superpuchar Turcji  1 miejsce: 2019/20